# De Tomaso Sport 1000 Fantuzzi Spyder
La De Tomaso Sport 1000 (conosciuta anche come Vallelunga Fantuzzi Spyder o Sport 1000 Fantuzzi Spyder) è una vettura da competizione realizzata nel 1966 dalla De Tomaso come esemplare unico.

## Storia
La vettura fu presentata da De Tomaso nel febbraio 1966 alla 1ª Mostra delle Vetture da Competizione a Torino come prototipo statico. Solo in un secondo tempo fu dotata del propulsore e del cambio, pertanto la vettura fu sottoposta a leggere modifiche per accogliere tali organi meccanici. Partecipò a poche gare, dipodiché rimase in mano alla Casa fino al 2004, quando fu venduta ad un collezionista inglese per poi passare ancora di mano e prendere parte al Goodwood Festival of Speed del 2009.

## Tecnica
La Sport 1000 era realizzata sul telaio "monotrave centrale" della De Tomaso Vallelunga, a cui furono applicate le sospensioni della contemporanea monoposto De Tomaso di Formula 3. La carrozzeria fu disegnata e realizzata da Medardo Fantuzzi ispirandosi alla più grande De Tomaso P70, che aveva preso forma nella sua stessa officina durante il medesimo periodo. Sebbene inizialmente concepita per accoglier motori Ford con cilindrata compresa tra 1 e 2 litri, il prototipo statico presentato a Torino subito dopo il salone fu equipaggiato con un motore BRM di Formula 2 e dotata di parafanghi maggiorati per accogliere le ruote più grandi che erano utilizzate sulla Formula 3.
Il propulsore è un quattro cilindri in linea da 998 cm³ progettato in origine per le gare di Formula 2 ed è fondamentalmente derivato dalla suddivisione a metà - con le dovute modifiche - del BRM P56 V8 da 1,5 litri installato sulla BRM P578 di Formula 1. Il rapporto di compressione è di 12,5:1 e il sistema di alimentazione è a iniezione meccanica Lucas, mentre il peso è di soli 81,7 kg (completo di motorino di avviamento), circa 9 kg più leggero dell'unità Cosworth rivale. Tale motore eroga 129 bhp a 9750 giri/min, è montato inclinato di 18° ed è accoppiato ad una trasmissione a cinque rapporti realizzata dalla De Tomaso con una scatola cambio Volkswagen modificata in cui erano stati inseriti ingranaggi Hewland, una soluzione alquanto diffusa all'epoca.
Una volta completata, il peso complessivo della Sport 1000 era di soli 570 kg. Il basso rapporto peso/potenza che la caratterizzava le permetteva di accelerare da 0 a 100 km/h in meno di sei secondi e le conferiva una velocità di punta superiore ai 220 km/h, prestazioni che le permettevano di rivaleggiare con la diretta concorrenza delle vetture sport prodotte da Abarth, AMS e De Sanctis.